# Khamyangs
Os khamyangs, também conhecidos como Shyam, são um grupo tribal encontrado principalmenet no distrito de Tinsukia, em Assam, e também em partes adjacentes de Arunachal Pradesh. Eles têm uma população de 35.000, dos quais somente uma pequena minoria fala a língua tai nativa.